# Żałobnica rudosterna
Żałobnica rudosterna, kakadu Banksa (Calyptorhynchus banksii) – gatunek dużego ptaka z rodziny kakaduowatych (Cacatuidae), zamieszkujący Australię. Gatunek ten znany był przez wiele dziesięcioleci jako Calyptorhynchus magnificus, zanim w roku 1994 zatwierdzono jego oficjalną nazwę. Powszechniej występuje na obszarach suchych. Wyszczególniono pięć podgatunków, różniących się przede wszystkim rozmiarem dzioba. Chociaż dwa podgatunki z północy są szeroko rozprzestrzenione, to dwa inne podgatunki z południa są obecnie zagrożone. Długość ciała dorosłej kakadu rudosternej wynosi ok. 60 centymetrów. U papug tych występuje dymorfizm płciowy. Samce mają całkowicie czarne upierzenie, z wyjątkiem czerwonych pasów na ogonie. Odrobinę mniejsze samice mają ciało barwy brunatno-czarnej z żółtymi kropkami. Oprócz tego mają żółto-pomarańczowe pasy na ogonie. Gatunek ten bywa spotykany w lasach eukaliptusowych lub wzdłuż zbiorników wodnych. W północnych obszarach kraju, żałobnice żyją zazwyczaj w ogromnych stadach. Żywią się nasionami, a gniazda zakładają w różnych zagłębieniach. Na gniazda wybierają dziuple drzew o względnie dużych średnicach pnia, głównie drzewa eukaliptusowe. Populacje w południowo-wschodniej Australii są zagrożone wskutek pomniejszania się pokrywy leśnej i innych zmian środowiskowych. Ze wszystkich żałobnic, żałobnice rudosterne najłatwiej przystosowują się do hodowlanych warunków ptasznictwa, aczkolwiek są one znacznie rzadsze i znacznie droższe poza Australią.

## Nazewnictwo
Żałobnice rudosterne zostały po raz pierwszy opisane przez ornitologa Johna Lathama w roku 1790 pod nazwą Psittacus banksii na cześć angielskiego botanika Josepha Banksa. Żałobnica rudosterna ma również „zaszczyt” być pierwszym ptakiem ze wschodniej Australii opisanym przez Europejczyka. Przypuszczalnie zaobserwowana nad rzeką Endeavour w północnej części stanu Queensland, została naszkicowana w roku 1770 przez rysownika towarzyszącego Banksowi, Sydneya Parkinsona. Nieznacznie wyprzedzając Lathama, angielski przyrodnik George Shaw opisał gatunek Psittacus magnificus na podstawie osobnika pochodzącego z okolic Port Jackson (aktualnie Sydney). Przez wiele lat gatunek ten nazywano Calyptorhynchus magnificus. Nazwa ta została zaproponowana przez Gregory’ego Mathewsa w roku 1927, jako że nazwa wprowadzona przez Shawa wyprzedziła opis Lathama z roku 1790. Przez kilka dziesięcioleci propozycja Mathewsa była akceptowana przez wielu znawców, chociaż nie jest oczywiste, czy oryginalny opis osobnika z Port Jackson odnosi się rzeczywiście do żałobnicy rudosternej, czy, co bardziej prawdopodobne, do żałobnicy brunatnej. W roku 1994 wnioski o uznanie Calyptorhynchus banksii za oficjalną nazwę gatunku, zostały zaakceptowane przez Międzynarodową Komisję Nomenklatury Zoologicznej (ICZN). Kakadu rudosterna jest gatunkiem rodzaju Calyptorhynchus, którego nazwa wywiedziona została z greckich słów „calypto” – oznaczającego „ukryty” oraz „rhynchus” – „dziób”. Zmiana została pierwotnie wprowadzona przez Anselme Gaëtana Desmaresta w roku 1826. W roku 1827 Jennings zaproponował dla ptaka nazwę Psittacus niger. Ta dwuczłonowa nazwa była już wcześniej użyta przez Karola Linneusza w roku 1758 dla papuzicy małej (Coracopsis nigra) i w roku 1788 przez Johanna Friedricha Gmelina dla żałobnicy palmowej. Zatem nazwa zaproponowana przez Jenningsa była nieprawidłowa, mimo że oba te gatunki były już wówczas znane pod innymi nazwami.
Rdzenni mieszkańcy półwyspu York stosują wobec tego ptaka kilka nazw: (minha) pachang w języku Pakanh, (inh-) inhulg w języku Uw Oykangand i (inh-) anhulg w języku Uw Olkola. (Przedrostek (inh- lub minha) w nawiasie był kwalifikatorem oznaczającym „mięso” lub „zwierzę”). Ngarnarrh lub Karnamarr to terminy używane przez plemię Gunwinggu z Ziemi Arnhema. W środkowej Australii, na południowy zachód od Alice Springs, w dialekcie Pitjantjatjara, dla podgatunku C. b. samueli używa się nazwy iranti. Karrak to termin w języku Noongar – pochodzi od charakterystycznego okrzyku południowo-zachodniej rasy C. b. naso.

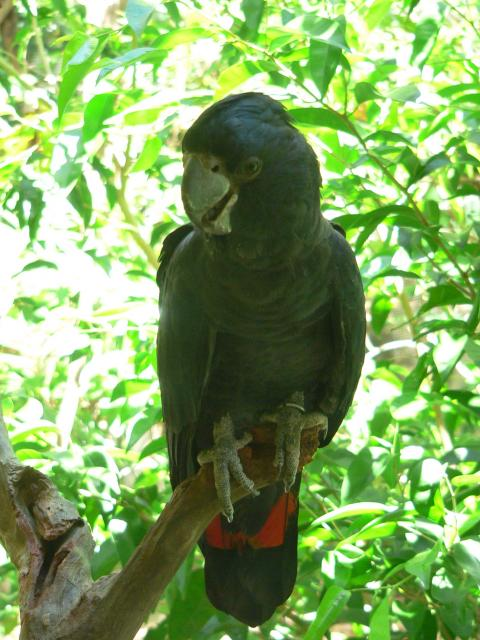
Samiec

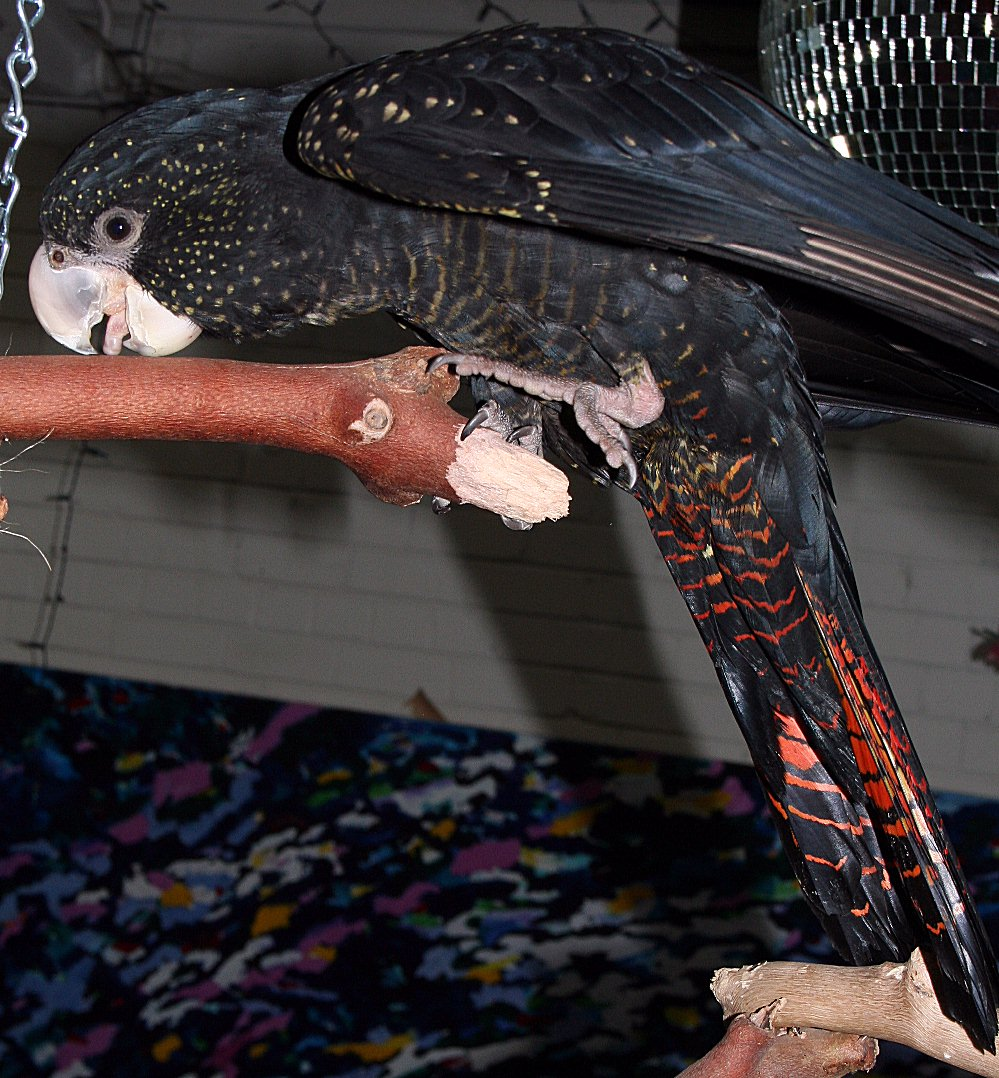
Samica

## Systematyka
Najbliższym krewnym żałobnicy rudosternej jest żałobnica brunatna; są to jedyne dwa gatunki z rodzaju Calyptorhynchus. Od pozostałych żałobnic odróżnia je znaczny dymorfizm płciowy oraz charakterystyczne okrzyki młodych osobników – po pierwsze piskliwy, błagalny krzyk, po drugie – odgłos podczas połykania pokarmu. Żałobnica rudosterna to jedyna z żałobnic, której materiał genetyczny został wykorzystany podczas kluczowych badań molekularnych prowadzonych w roku 1999 nad systematyką kakadu. Ogólnie, do ustalenia związków między poszczególnymi gatunkami kakadu zostały przebadane na podstawie zaledwie jednego gatunku czarnej kakadu (żałobnicy). Wyróżnionych zostało pięć podgatunków, spośród których dwa są zagrożone. Różnią się przede wszystkim rozmiarem i kształtem dzioba, ogólnym rozmiarem ciała ptaka oraz kolorystyką upierzenia samic.
- C. b. banksii (Latham, 1790) jest spotykany w stanie Queensland i, rzadko, w północnej części Nowej Południowej Walii. Jest to największy podgatunek jeśli chodzi o rozmiar ciała. Posiada średniej wielkości dziób. Występuje łącznie z podgatunkiem macrorhynchus wokół Zatoki Karpentaria. Zniknął z większości obszarów swojego pierwotnego występowania w północnej części Nowej Południowej Walii i w południowo-wschodniej części stanu Queensland.
- C. b. graptogyne Schodde, D.A. Saunders & Homberger, 1989 – zagrożony, występuje w południowo-zachodniej części stanu Wiktoria oraz w południowo-wschodniej części stanu Australia Południowa, na obszarze ograniczonym przez Mount Gambier od zachodu, Portland od południa, Horsham od północnego wschodu i Bordertown od północy. Najmniejszy z pięciu podgatunków został rozpoznany jako osobny podgatunek dopiero w latach 80. XX wieku. Miejsca występowania przedstawicieli tego podgatunku są w dużej mierze uzależnione od stanowisk trzech gatunków eukaliptusa: eukaliptusa kamaldulskiego, Eucalyptus baxteri oraz Allocasuarina luehmannii, które dostarczają im pożywienia oraz miejsca do zakładania gniazd. Przetrwanie tych gatunków eukaliptusa zostało zagrożone wskutek wycinki lasów, a większość pozostałych okazów znajduje się na terenach prywatnych. Liczebność podgatunku w 1991 roku szacowano na około 500–1000 osobników[5]. Podgatunek i jego środowisko są przedmiotem narodowego planu odnowy. W roku 2007 lokalni właściciele ziemscy otrzymali odszkodowania za współudział w regeneracji odpowiedniego środowiska.
- C. b. macrorhynchus Gould, 1843 – występuje na obszarze północnej Australii. Chociaż wydaje się, że podgatunek ten jest liczny i rozprzestrzeniony na dużym obszarze, jest słabo przebadany. Posiada ogromny dziób. U samic nie występuje czerwone zabarwienie na ogonie.
- C. b. naso Gould, 1837 – bliski wyginięcia, występuje w południowo-zachodniej części Australii pomiędzy Perth i Albany. Forma ta posiada większy dziób.
- C. b. samueli Mathews, 1917 – istnieje w czterech rozproszonych populacjach: pośrodku wybrzeża zachodniej Australii od Pilbary na południe do północnego Wheatbelt w okolicy Northam, w pobliżu śródlądowych rzek w centralnej Australii, w południowo-zachodniej części stanu Queensland i w górnym biegu rzeki Darling na zachodzie Nowej Południowej Walii. Ptaki tego podgatunku są generalnie mniejsze i mają mniejsze dzioby niż nominalne banksii.

W 2020 roku opisano podgatunek C. b. escondidus, zamieszkujący zachodnio-środkową Australię, wcześniej populacja ta była zaliczana do podgatunku C. b. samueli. Jednocześnie autorzy opisu nie stwierdzili różnic genetycznych pomiędzy północnoaustralijskimi podgatunkami banksii i macrorhynchus i postanowili połączyć je w jeden podgatunek o nazwie banksii. Międzynarodowy Komitet Ornitologiczny (IOC) zaakceptował te zmiany w taksonomii.

## Opis
Żałobnice rudosterne mierzą około 60 centymetrów. Upierzenie samców jest przeważnie czarne z czarnym grzebieniem złożonym z przedłużonych piór wychodzących z czoła i korony. Ogon jest również czarny z dwoma poprzecznymi jasnoczerwonymi pasami. Samice są barwy brunatno-czarnej z żółto-pomarańczowymi pasami na ogonie i klatce piersiowej oraz żółtymi kropkami na policzkach i skrzydłach. Dziób ma odcień bladożółty. Samce ważą od 670 do 920 gramów, podczas gdy samice ważą nieznacznie mniej (od 615 do 870 gramów). Młode przypominają z wyglądu samice (z wyjątkiem jaśniejszych żółtych pasów u spodu) aż do okresu pokwitania, który występuje po około czterech latach życia. Gdy ptaki osiągają dojrzałość, żółte pióra na ogonie zamieniane są u samców na czerwone. Cały ten proces trwa około czterech lat. Podobnie jak inne kakadu, żałobnice rudosterne mogą żyć bardzo długo w niewoli. W roku 1938 ornitolog Neville Cayley opisał przypadek ponad pięćdziesięcioletniego osobnika w Taronga Zoo w Sydney. Zarejestrowano kilka odgłosów wydawanych przez żałobnicę rudosterną. Porozumiewawczy okrzyk tej papugi brzmi jak metaliczne krurr. Odgłos ten może łatwo przenosić się na duże dystanse i zawsze jest wydawany w trakcie lotu. Okrzyk ostrzegawczy papugi ma ostre, przenikliwe brzmienie. W czasie okresu godowego samce wydają sekwencję łagodnych, powtarzalnych pomruków.

## Rozmieszczenie i środowisko
Żałobnice rudosterne występują przede wszystkim na suchych obszarach Australii. Występuje licznie na szerokim pasie terenu w północnej połowie kontynentu, gdzie uważane są za szkodniki rolnicze. Na południu występują znacznie rzadziej. Występuje w szerokiej gamie środowisk - od zarośli i terenów trawiastych, przez lasy eukaliptusowe, rzewniowe i akacjowe, do gęstych tropikalnych lasów deszczowych. Ptak ten jest zależny od drzew eukaliptusowych, w których zakłada gniazda. Kakadu nie mają natury migracyjnej, ale regularnie, sezonowo przemieszczają się w różne rejony Australii. Na północnych obszarach Terytorium Północnego, masowo opuszczają obszary o wysokiej wilgotności podczas letniej pory deszczowej. W innych częściach kraju sezonowe migracje kakadu mają związek z poszukiwaniem żywności (odnotowano w północnym Queenslandzie i w Nowej Południowej Walii). Na południowym zachodzie kontynentu oba pozostałe podgatunki przemieszczają się w kierunku północ-południe. W przypadku podgatunku naso – na północ – po okresie godowym. Tymczasem migracje podgatunku samueli bywają nieregularne i niesezonowe.

## Typowe zachowania
Kakadu rudosterne prowadzą dzienny tryb życia. Zachowują się hałaśliwe. Często można je zobaczyć przelatujące wysoko ponad głową w niewielkich stadach, niekiedy wymieszane wspólnie z innymi gatunkami kakadu. Stada o liczebności sięgającej 500 osobników są generalnie spotykane jedynie na północy, gdy ptaki gromadzą wokół źródeł pożywienia. Generalnie obecność ludzi je płoszy. W północnej i środkowej Australii, ptaki te mogą żywić się na ziemi, podczas gdy dwa południowe gatunki: graptogyne i naso, są prawie wyłącznie nadrzewne. Mają skłonności do powolnego lotu z okresowymi głębokimi ruchami skrzydeł, czym zdecydowanie odróżniają się od żałobnic brunatnych, które wykonują skrzydłami przeważnie płytkie ruchy.

## Dieta
Chociaż żałobnice rudosterne żywią szeroką paletą rodzimych i sprowadzonych z innych obszarów nasion, podstawą ich diety są nasiona eukaliptusa. Istnieje pewna zależność między gatunkami papug a gatunkami eukaliptusa o dużych owocach. Kakadu odgryzają gałązki z gronami nasion, przytrzymują je szponami, po czym przeżuwają nasiona, a odpady zrzucają na ziemię. Do innych nasion spożywanych przez żałobnice należą nasiona akacji, Allocasuariny, Banksii, Grevillei i Hakei, ale również maliny, owoce, różne owady i larwy. Kakadu przystosowały się do spożywania niektórych roślin sprowadzonych przez człowieka na kontynent australijski. Do takich roślin należy m.in. Emex australis. Istnieją także dowody konsumpcji przez kakadu dzikiej rzodkiewki, dzikiej rzepy oraz melonów.

## Rozmnażanie

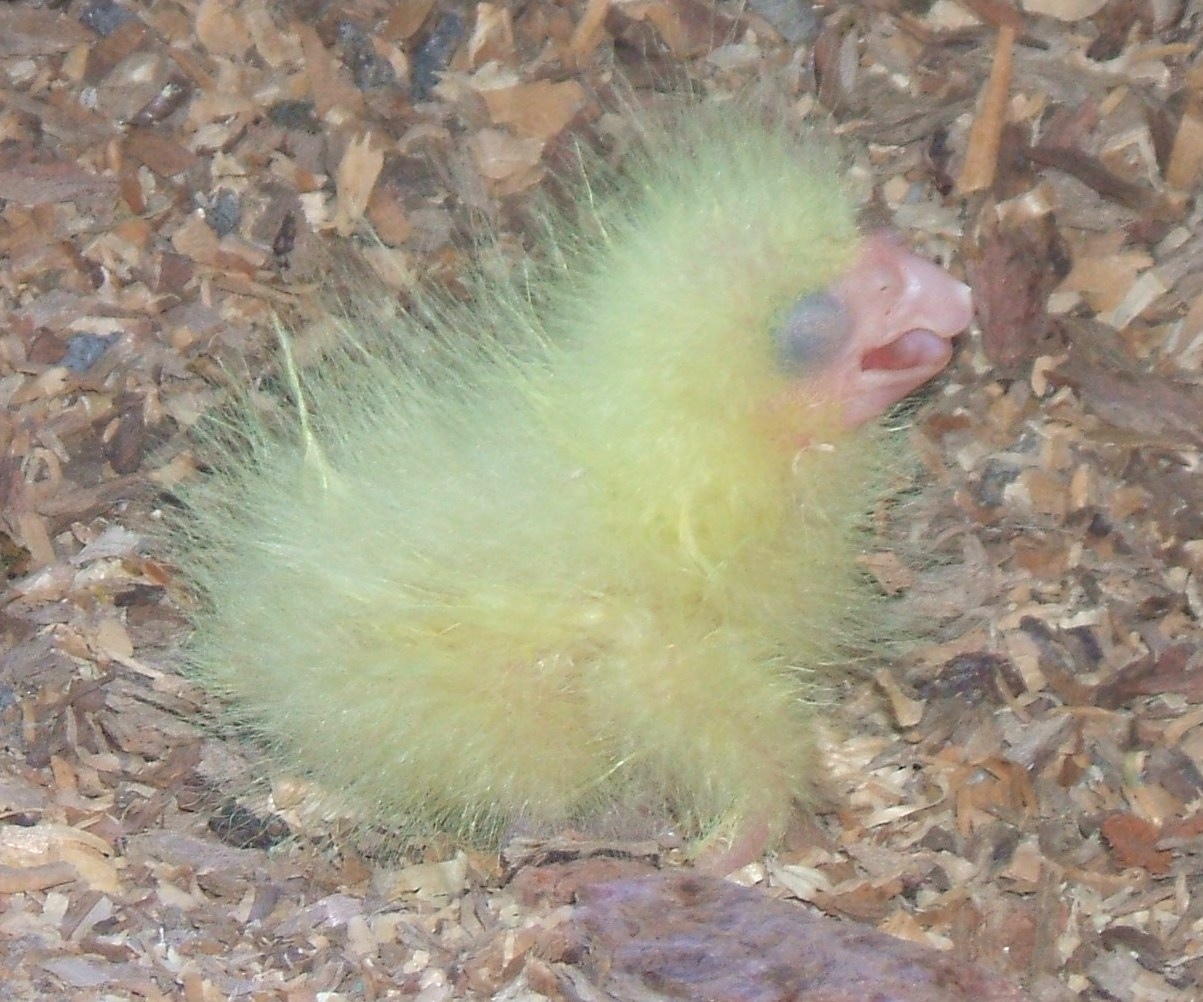
Jednodniowe pisklę

Zaloty samców żałobnicy rudosternej polegają na nastroszeniu grzebienia oraz piór na policzku i schowaniu dzioba. Następnie zalotnik śpiewa i puszy się, kończąc swój pokaz skokiem w stronę samicy i pokazaniem jej czerwonych piór na ogonie. Samica zazwyczaj reaguje na skok obronnym uderzeniem w samca. Okres godowy trwa zazwyczaj od maja do września, z wyjątkiem gatunków z południowego wschodu, gniazdujących w czasie lata (na półkuli południowej trwa ono od grudnia do lutego). Pary ptaków podgatunku samueli w regionie Wheatbelt w zachodniej Australii dają zazwyczaj życie dwóm młodym ptakom, podczas gdy gatunki z południowego wschodu wydają na świat zwykle tylko jedno pisklę. Wysiadywanie jaj odbywa się w pojemnych dziuplach wysokich drzew. Na gniazda wybierane są przeważnie drzewa rosnące osobno, co ułatwia ptakom dostęp do gniazd. Jedno drzewo może być wykorzystywane przez wiele lat. Dziuple mogą mieć 1–2 metrów głębokości i 0,25–0,5 szerokości. Jednorazowo wysiadywane jest 1–2 jaj o matowej skorupie, aczkolwiek drugie pisklę jest często zaniedbywane i szybko umiera.

## Relacje z człowiekiem
Status ochronny
Żałobnica rudosterna jest objęta ochroną na mocy Australijskiego Aktu Nowelizacyjnego w Sprawie Ochrony Środowiska i Zachowania Różnorodności Gatunkowej z roku 2001. Ptaki te znajdują się w załączniku II międzynarodowej konwencji CITES, która zezwala na handel żywymi i hodowanymi osobnikami, o ile taki handel nie uszczupla liczebności dzikich populacji żyjących w naturalnych warunkach. Aczkolwiek aktualne australijskie ograniczenia w eksporcie ptaków nie zostały narzucone przez CITES. C. b graptogyne jest również wyszczególniony na liście gatunków zagrożonych na mocy Australijskiego Aktu o Ochronie Środowiska i Zachowaniu Różnorodności Gatunkowej z roku 1999.
Status prawny żałobnicy rudosternej jako gatunku, jak i poszczególnych podgatunków, różni się w zależności od stanów w Australii, np.:
- południowo-wschodni podgatunek żałobnicy rudosternej C. b. graptogyne znajduje się w południowej Australii na liście gatunków zagrożonych w wykazie nr 7 na mocy Aktu o Parkach Narodowych i Dzikiej Przyrodzie z roku 1972,
- C. b. graptogyne znajduje się także na liście zagrożonych gatunków zgodnie z Wiktoriańskim Aktem Gwarancyjnym dot. Flory i Fauny (1988). Według tego aktu został przygotowany program odtworzenia gatunku. Należy jednak zauważyć, że w akcie tym żałobnica rudosterna jest odnotowana pod swoją poprzednią łacińską nazwą, a mianowicie Calyptorhynchus magnificus.
- Podgatunek C. b. graptogyne znalazł się również na pomocniczej liście zagrożonych kręgowców w Wiktorii z roku 2007.

Nielegalny przemyt
Jak większość australijskich, żałobnica rudosterna jest zagrożona przez nielegalny handel i przemyt ptaków. Wysoki popyt i duża śmiertelność w transporcie sprawiają, że więcej ptaków jest zabieranych ze swojego dzikiego środowiska, niż później trafia do odbiorców. W roku 1997 Wydział Zasobów Naturalnych w Rządzie Terytorium Północnego zaproponował program ograniczenia nielegalnego handlu jajami i pisklętami gatunku C.b. macrorhynchus. Uważano, że podgatunek względnie liczny w północnej części terytorium nie odczuje negatywnie wyłapywania młodych osobników i przeznaczania ich na handel. Z tego względu wprowadzono ochronę na wybranych „strefach zbioru”. W ciągu roku schwytano bądź zebrano ok. 600 jaj i piskląt. Wszystkie schwytane ptaki zostały oznaczone microchipami. Wprowadzono specjalne pozwolenia na chwytanie ptaków i ich eksport, a także na hodowlę domową.
Plan proponowany przez NRETA
Plan ograniczonego zbioru ptaków sporządzony przez rząd Terytorium Północnego cieszył się poparciem grupy biologów, którzy doszli do wniosku, że ich bierna polityka nie przyczyniła się do spadku nielegalnych obrotów ptakami. Zastanawiali się jednak, czy ograniczone publiczne fundusze będą wystarczające dla zachowania gatunku i jego naturalnego środowiska. Uważali, że katastrofalny spadek liczebności populacji w Terytorium Północnym jest wysoce nieprawdopodobny. Stwierdzili również, że papugi odniosłyby korzyść ze zwiększonej ostrożności i lepszego zrozumienia ich biologii przez lokalnych właścicieli gruntów. Inni specjaliści zgłosili poważne wątpliwości odnośnie do proponowanego programu. Słynny biolog Joseph Forshaw zakwestionował go w kilku punktach. Stwierdził, że ze względu na długowieczność papugi, problemy z liczebnością populacji mogą być maskowane przez wiele lat. Do tego czasu odtworzenie populacji kakadu może być niemożliwe. Obawiał się równocześnie, że zwiększenie środków na ochronę gatunku, może przyczynić się do spadku cen i obniżyć opłacalność angażowania się w projekt ochrony. Inne środowiska, takie jak Związek Australijskich Ptaszników (Avicultural Federation o Australia) wyraziły przypuszczenia, że starzenie się populacji może być spowodowane brakiem przestrzeni do zakładania gniazd, co z kolei wpływa na zwiększenie śmiertelności piskląt. Co więcej, problem ten może być niedostrzegalny przez wiele lat. Ta sama federacja ogłosiła również, że ptaki te przywiązują się do swojego partnera na całe życie. Toteż osobniki, których partner zostanie schwytane, mogą się więcej nie sparować. Do dziś omawiany program nie został wprowadzony w życie. Australijski Senat stwierdził na początku roku 1998, że masowe chwytanie i komercyjne użytkowanie dorosłych osobników powinno zostać zakazane.
Hodowla
W końcówce lat 90. XX w. żałobnice rudosterne uzyskały cenę 1750 dolarów australijskich w Australii i 8900 dolarów australijskich (6000 USD) poza kontynentem. Urodzone i wychowane w niewoli papugi można kupić w USA za 15–40 tys. USD, gdzie rzadko spotykane są w ptasznictwie. Ptaki potrafią nauczyć się kilku słów. Łatwo przywiązują się do ludzi, chociaż samce mogą źle znosić warunki hodowlane. Żałobnice rudosterne najczęściej ze wszystkich żałobnic spotykane są w niewoli. Jeżeli dostarczy im się odpowiednio dużą przestrzeń życiową, mogą przeżyć w niewoli wiele lat. Do tej pory wśród podgatunków trzymanych w niewoli przeważają C.b. banksii i C.b. samueli. W przeszłości hodowcy rzadko dbali o zachowanie czystości rasowej ptaków. Jednak wzrost zainteresowania zachowaniem gatunku spowodował ograniczenie krzyżowania ptaków różnych gatunków.
Ptaki bez problemu rozmnażają się w niewoli. Mogą składać jaja co 3 tygodnie w okresie od lutego do listopada. Dopóki samica ma w gnieździe 1 jajo, nie składa kolejnego. Pisklę wykluwa się po około 30 dniach od złożenia jaja. Oczy młodego osobnika otwierają się po około 3 tygodniach. Czarne pióra wyłaniają się po około 6 tygodniach. Najlepszy moment na odłączenie młodego od matki następuje po około 10 tygodniach od wyklucia się pisklęcia, gdy ma już ono czarne pióra, ale pióra na ogonie są wciąż krótkie. Upierzenie ptaka jest kompletne po około 4 miesiącach. Dorosłe samce bywają agresywne wobec młodych ptaków, które uzyskały pełne upierzenia. Toteż jeżeli znajdują się w jednej klatce, należy je rozdzielić.

## Papugi w kulturze
Żałobnica rudosterna o imieniu Karak była oficjalną maskotką Igrzysk Wspólnoty Narodów, które odbyły się w Melbourne w roku 2006. Promocja tego gatunku związana była z rozpoczęciem działań mających na celu zapewnienie przetrwania podgatunkowi graptogyne.
Tradycyjne podanie z Ziemi Arnhema mówi o żałobnicy i jej mężu – kruku, ludziach – ptakach, którzy zapadłszy na chorobę morską, wypuszczają skrzydła. W obawie przed pochowaniem ich szczątków po śmierci w ziemi, zamieniają się w ptaki i odlatują wysoko w niebo. Według ludowych podań plemienia Tiwi, żałobnice rudosterne towarzyszą zmarłym w drodze do nieba.